# Momo - Skuespillernes Eget Forlag
Momo - Skuespillernes Eget Forlag - eller Forlaget Momolydbog - er et dansk lydbogsforlag.
Lydbogsforlaget er stiftet som et andelsselskab i 2008 af en række skuespillere, som indtaler de lydbøger, forlaget producerer.
Lydbogsforlaget ledes af Lotte Andersen, der fungerer som direktør, samt Julie Carlsen, der er formand for bestyrelsen.

## Tilknyttede skuespillere
Blandt de skuespillere, som har etableret og er tilknyttet lydbogsforlaget (pr. 2015) er 
- Lotte Andersen
- Nis Bank-Mikkelsen
- Kristian Boland
- Julie Carlsen
- Helene Egelund
- Linda Elvira
- Benjamin Hasselflug
- Vibeke Hastrup
- Morten Hauch-Fausbøll
- Søren Hauch-Fausbøll
- Louise Herbert
- Torbjørn Hummel
- Paul Hüttel
- Henrik Koefoed
- Jon Lange
- Ole Lemmeke
- Thomas Magnussen
- Lars Mikkelsen
- Karen-Lise Mynster
- Sonja Oppenhagen
- Neel Rønholt
- Søren Spanning
- Anette Støvelbæk
- Helle Merete Sørensen
- Lars Thiesgaard
- Sofie Vea